# USS Santee (1855)
USS Santee – pierwszy okręt United States Navy noszący tę nazwę, a zarazem ostatnia fregata żaglowa, która weszła do służby.
Jednostka została zaprojektowana jako fregata 44-działowa. Stępkę położono w 1820 w stoczni Portsmouth Naval Shipyard, ale z braku funduszy okręt długo pozostawał nieukończony na pochylni. Zwodowano go dopiero 16 lutego 1855, ale do służby wszedł po dalszych 6 latach – 9 czerwca 1861. Dowódcą jednostki został komandor Henry Eagle.
Okręt wziął udział w wojnie secesyjnej, w marynarce Unii. „Santee” opuścił Portsmouth 20 czerwca 1861, kierując się do Hampton Roads, gdzie załadował amunicję, a 10 lipca wznowił podróż do Zatoki Meksykańskiej. 8 sierpnia w zatoce około 350 mil na południe od portu Pensacola na Florydzie, fregata zdobyła łamacz blokady – szkuner „C. P. Knapp”, po czym eskortowała go do Pensacoli. 27 października „Santee” zajął swój drugi pryz – brygantynę „Delta” w pobliżu Galveston, która próbowała wpłynąć do Galveston z ładunkiem soli z Liverpoolu.
Krótko przed północą 7 listopada załoga fregaty podjęła w Zatoce Galveston wyprawę przy pomocy łodzi wiosłowych, by zająć i podpalić konfederacki uzbrojony parowiec „General Rusk”. W czasie tego wypadu, w wyniku manewrów mających zapobiec wykryciu przez przeciwnika, łodzie weszły na mieliznę. W tym momencie, z powodu utraty czynnika zaskoczenia, dowodzący wypadem porucznik James Jouett zrezygnował z planów ataku na łamacz blokady i zwrócił swoją uwagę na konfederacki okręt strażniczy (ang lookout vessel) „Royal Yacht”. Po zaciętej walce wręcz, załoga fregaty pokonała konfederatów, podpaliła zdobyty szkuner i wróciła na „Santee” z tuzinem więźniów. Podczas akcji jeden załogant fregaty został zabity, a dwóch oficerów i sześciu marynarzy zostało rannych, z czego jeden śmiertelnie. 30 grudnia, po pościgu trwającym pięć-sześć mil, łodzie z „Santee” zajęły 14-tonowy szkuner konfederacki „Garonne”. Komandor Eagle używał później tego pryzu jako lichtugi.
W styczniu 1862, po podzieleniu sił Unii w Zatoce Meksykańskiej na dwa dywizjony, „Santee” został przydzielony do Eskadry Blokadowej Zachodniej Zatoki (ang. West Gulf Blockading Squadron) dowodzonej przez komodora Davida Farraguta. Po reorganizacji okręt kontynuował aż do pory letniej działania blokadowe teksaskiego wybrzeża, głównie w pobliżu Galveston, po czym, gdy szkorbut osłabił siły załogi, a wielu załogantom skończył się czas zaciągu, okręt pożeglował na północ. 22 sierpnia dotarł do Bostonu, gdzie został wycofany ze służby w celu remontu 4 września.
Po remoncie w Boston Navy Yard, okręt został ponownie włączony do służby dokładnie miesiąc później i popłynął do Newport, aby służyć jako okręt szkolny Amerykańskiej Akademii Morskiej, która została przeniesiona do tego miasta z Annapolis dla bezpieczeństwa, w związku z toczącą się wojną. W Newport uczniowie mieszkali, uczyli się i przygotowywali do służby na fregatach „Santee” i „Constitution”, co miało ich przygotować do służby dowódczej w Marynarce Unii.
Po zakończeniu wojny secesyjnej Akademia Morska wróciła do Annapolis, więc „Santee” wraz z midszypmenami na pokładzie popłynął do tego portu, gdzie zakotwiczył 2 sierpnia 1865 w pobliżu Fort Severn. Tam kontynuował swoje zadania jako okręt szkolny. W następnym roku został szkolnym okrętem artyleryjskim. W tym samym czasie fregata zaczęła być używana jako hulk dla kandydatów na oficerów (midszypmenów), którzy zostali ukarani oraz dla studentów mających na pokładzie tego okrętu zaznać smaku „życia w marynarce”.
Przed świtem 2 kwietnia 1912, po pół wieku służby jako okręt szkolny, „Santee” zatonął na swoim kotwicowisku. Próby podniesienia fregaty z dna okazały się nieskuteczne. Okręt został sprzedany Josephowi G. Hitnerowi z Filadelfii 2 sierpnia 1912, w rocznicę przybycia do Annapolis. Po sześciu miesiącach wysiłków okręt został podniesiony i 8 maja 1913 „Santee” opuścił na holu Annapolis i udał się do Bostonu, gdzie został spalony w celu odzyskania z kadłuba miedzi i mosiądzu.